# Belize op de Olympische Zomerspelen 1992
Belize nam deel aan de Olympische Zomerspelen 1992 in Barcelona, Spanje.

## Resultaten en deelnemers

### Atletiek
| Olympiër                                                | Discipline             | Resultaat | Prestatie                            |
| ------------------------------------------------------- | ---------------------- | --------- | ------------------------------------ |
| Emery Paul Gill                                         | 100m (m)               | 75e       | serie 8: 7e in 11,51                 |
| Michael Joseph                                          | 400m (m)               | 65e       | serie 6: 6e in 50,90                 |
| John Palacio                                            | 800m (m)               | DSQ       | serie 7: gediskwalificeerd           |
| Ian Gray                                                | 1500m (m)              | DNF       | serie 3: niet gefinisht              |
| Michael Joseph John Palacio Emery Paul Gill Elston Shaw | 4x100m (m)             | DSQ       | serie 1: gediskwalificeerd           |
| Elston Shaw                                             | verspringen (m)        | 44e       | kwalificatie groep B: 22e met 6,57m  |
| Elston Shaw                                             | hink-stap-springen (m) | 44e       | kwalificatie groep B: 23e met 13,56m |

### Wielersport
| Olympiër                                                    | Discipline         | Resultaat | Prestatie      |
| ----------------------------------------------------------- | ------------------ | --------- | -------------- |
| Douglas Lamb                                                | wegwedstrijd (m)   | DNF       | niet gefinisht |
| Michael Lewis                                               | wegwedstrijd (m)   | DNF       | niet gefinisht |
| Ernest Meighan                                              | wegwedstrijd (m)   | DNF       | niet gefinisht |
| Orlando Chavarria Douglas Lamb Michael Lewis Ernest Meighan | ploegentijdrit (m) | 27e       | 2:42.38        |
|                                                             |                    |           |                |
| Camille Solis                                               | wegwedstrijd (v)   | DNF       | niet gefinisht |

Albanië · Algerije · Amerikaanse Maagdeneilanden · Amerikaans-Samoa · Andorra · Angola · Antigua en Barbuda · Argentinië · Aruba · Australië · Bahama's · Bahrein · Bangladesh · Barbados · België · Belize · Benin · Bermuda · Bhutan · Bolivia · Bosnië en Herzegovina · Botswana · Brazilië · Britse Maagdeneilanden · Bulgarije · Burkina Faso · Canada · Centraal-Afrikaanse Republiek · Chili · China · Chinees Taipei · Colombia · Congo-Brazzaville · Cookeilanden · Costa Rica · Cuba · Cyprus · Denemarken · Djibouti · Dominicaanse Republiek · Duitsland · Ecuador · Egypte · El Salvador · Equatoriaal-Guinea · Estland · Ethiopië · Fiji · Filipijnen · Finland · Frankrijk · Gabon · Gambia · Gezamenlijk team · Ghana · Grenada · Griekenland · Groot-Brittannië · Guam · Guatemala · Guinee · Guyana · Haïti · Honduras · Hongarije · Hongkong · Ierland · IJsland · India · Indonesië · Irak · Iran · Israël · Italië · Ivoorkust · Jamaica · Japan · Jemen · Jordanië · Kaaimaneilanden · Kameroen · Kenia · Koeweit · Kroatië · Laos · Lesotho · Letland · Libanon · Libië · Liechtenstein · Litouwen · Luxemburg · Madagaskar · Malawi · Malediven · Maleisië · Mali · Malta · Marokko · Mauritanië · Mauritius · Mexico · Monaco · Mongolië · Mozambique · Myanmar · Namibië · Nederland · Nederlandse Antillen · Nepal · Nicaragua · Nieuw-Zeeland · Niger · Nigeria · Noord-Korea · Noorwegen · Oeganda · Oman · Oostenrijk · Pakistan · Panama · Papoea-Nieuw-Guinea · Paraguay · Peru · Polen · Portugal · Puerto Rico · Qatar · Roemenië · Rwanda · Saint Vincent‑Grenadines · Salomonseilanden · Samoa · San Marino · Saoedi-Arabië · Senegal · Seychellen · Sierra Leone · Singapore · Slovenië · Soedan · Spanje · Sri Lanka · Suriname · Swaziland · Syrië · Tanzania · Thailand · Togo · Tonga · Trinidad en Tobago · Tsjaad · Tsjecho-Slowakije · Tunesië · Turkije · Uruguay · Vanuatu · Venezuela · Verenigde Arabische Emiraten · Verenigde Staten · Vietnam · Zaïre · Zambia · Zimbabwe · Zuid-Afrika · Zuid-Korea · Zweden · Zwitserland · Onafhankelijke olympische deelnemers